# Forte de Nossa Senhora da Anunciada de Amboíno

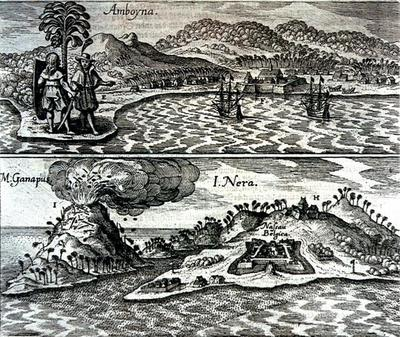
Ilhas Amboina (acima) e Nera (abaixo): gravura inglesa de 1655, baseada em original neerlandês, anterior (National Maritime Museum, Londres.).

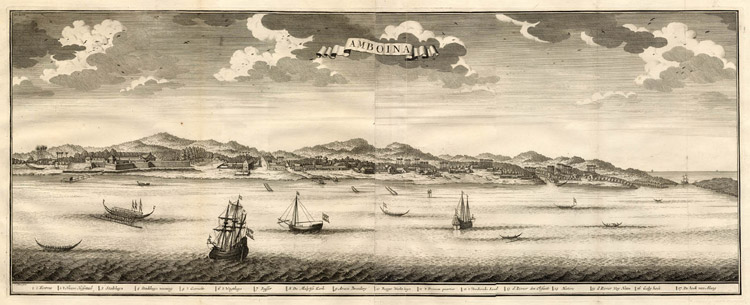
Amboina (Valentyn, 1724-1726).

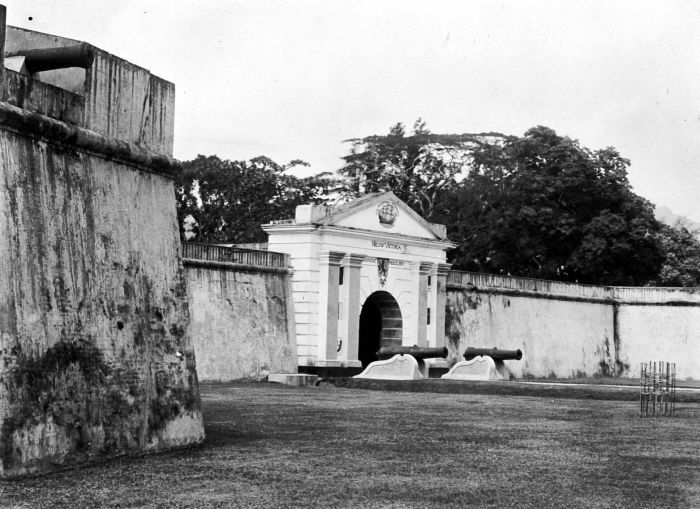
Fort Victoria (1928): detalhe do Portão de Armas.

O Forte de Nossa Senhora da Anunciada de Amboíno, também conhecido como Fortaleza de Amboíno ou Forte de Ambão, localiza-se na ilha de Amboíno, ao sul do Arquipélago das Molucas, na atual Indonésia.

## História

### Antecedentes
A primeira expedição portuguesa às Molucas, sob o comando de António Abreu, partiu de Malaca em 1511, tendo alcançado Amboina e as ilhas Banda em 1512. A ilha também terá servido de abrigo aos sobreviventes da expedição de Francisco Serrão, náufragos em um recife nas águas da vizinha ilha Lucopino (Nusa Penju), de onde terão passado a Ternate, onde o sultão local acolheu Serrão como seu conselheiro pessoal.
A partir de 1513, os portugueses passaram a enviar uma frota anual de comércio às chamadas "Ilhas das Especiarias". A primeira, sob o comando do capitão António de Miranda de Azevedo, instalou duas pequenas feitorias, uma em Ternate e outra em Batjan.
O estabelecimento de portugueses em Amboíno terá sido dificultado por ataques regulares dos nativos islamizados da costa norte da ilha, nomeadamente de Hitu, os quais mantinham laços comerciais e religiosos com as maiores cidades portuárias na costa a norte de Java. Ainda assim, uma feitoria foi estabelecida em 1521, mas não haveria paz até 1580. De fato, os portugueses nunca tiveram sucesso em controlar totalmente o comércio regional das especiarias, assim como não conseguiram estabelecer a sua autoridade sobre as ilhas Banda, o centro vizinho produtor de noz-moscada.
Para proteger os cristãos e coibir o comércio de especiarias para Java, Jordão de Freitas ergueu, em 1544, em Ative, principal núcleo cristão de Amboino, uma fortificação de madeira. Entre 1546 e 1547 o jesuíta São Francisco Xavier lançou as bases de uma Missão em Amboíno, assim como em Morotai e Ternate.
O recrudescimento dos ataques muçulmanos a Amboino desde os fins de 1550, levaram à formulação do projeto de uma fortificação mais sólida, de pedra e cal, de cuja construção D. Antão de Noronha incumbiu, em 1562, a António Pais. A ser erguida no local de Rocanive, a oposição de Hairum, sultão de Ternate, impediu a sua concretização.
Para tentar controlar a situação em Amboino e ilhas vizinhas foi expedida uma armada sob o comando de Gonçalo Pereira Marramaque, com a missão complementar de fundar a projetada fortaleza em Amboino. Na realidade, não houve tempo para aguardar o socorro. Os portugueses de Amboino viram-se obrigados a abandonar a ilha em 1565. A armada de Marramaque restabeleceu a hegemonia portuguesa no arquipélago em 1569 e submeteu Hito, o mais importante centro populacional das Molucas do Sul, local que escolheu para erguer a fortificação portuguesa, uma simples tranqueira em madeira, com planta no formato triangular e baluartes nos vértices.
Esta estrutura foi destruída após a morte de Marramaque, em março de 1571, tendo João de Sousa decidido queimá-la e edificar outra, nova. Sancho de Vasconcelos, o seu primeiro capitão, transferiu-a em 1572 da costa norte de Hitu para Gelada, na costa sul e, posteriormente, para Batumerah.
Após o assassinato do sultão Hairun pelos Portugueses, os habitantes da vizinha Ternate expulsaram-nos em 1575, após um longo cerco de cinco anos ao Forte de Ternate. Amboíno converteu-se, a partir de então, no novo centro de actividades Portuguesas nas Molucas. O poder europeu na região era débil e Ternate tornou-se uma potência regional em expansão, ferozmente islâmica e anti-Portuguesa sob os reinados do sultão Baab Ullah (r. 1570-1583) e seu filho, o sultão Said.

### A Fortaleza de Nossa Senhora da Anunciada
Posteriormente a fortificação foi transferida definitivamente para o local da atual cidade de Amboino, ao fundo da baía que divide a península de Hitu da de Leitimur. Esta nova fortaleza, sob a invocação de Nossa Senhora da Anunciada, teve a sua pedra fudamental lançada em 25 de março de 1576, sendo inaugurada em julho do mesmo ano. A traça foi da autoria de Sancho de Vasconcelos, o seu capitão desde a fundação até 1591, depois de ter sido capitão-mor de Goa. O mestre de obras foi canarim, um "grande oficial", que sobre ela registrou: "...foram feitos os quatro panos [de muralhas] (...) e um baluarte na banda do mar, (...) quatro guaritas de madeira (...) em quatro meses." As suas obras definitivas, entretanto, só estariam concluídas em 1588.
De quadrangular, em seu interior erguiam-se a casa do comando, armazéns e os alojamentos para os oficiais. Ao redor da forte a cidade cresceu, dividida em quarteirões, habitados pela população cristã.
A cidade e seu forte foram cercados pela população islamizada de Ternate em 1591 e 1593. Nesse período, em 1592-1593, foi aumentada, recebendo obras complementares pelo capitão António Pereira Pinto, governador de Amboíno. Voltou a ser cercada, por Javaneses em 1598 e pelos Neerlandeses em 1600. Em 1601 Amboino recebeu o estatuto de cidade, organizando um Senado da Câmara. No ano seguinte (1602), o forte foi reduzido a menores dimensões por iniciativa do capitão André Furtado de Mendonça.

### A conquista Neerlandesa
A cidade fora atacada em 1599 por forças da Companhia Neerlandesa das Índias Orientais (VOC), vindo a cair a 23 de fevereiro de 1605 diante de tropas sob o comando de Steven van der Hagen sem que a fortaleza tenha disparado um único tiro. Amboino tornou-se o quartel-general da VOC de 1610 a 1619 até à descoberta de Batavia (hoje Jakarta) pelos Neerlandeses. Os Neerlandeses, quando se apoderaram de Amboíno, acharam-na muito agradável, em particular as residências dos portugueses, bem providas de gado e víveres. Seguindo o modelo geral do urbanismo do Sueste Asiático e de Malaca, a povoação era quase que inteiramente construída em materiais perecíveis e repartia-se em bairros segundo a origem dos seus cerca de dois mil moradores, todos cristãos. O forte foi renomeado como Fort Victoria.
Por volta de 1615 forças britânicas estabeleceram-se na ilha em Cambello, até serem expulsos, em 1623, pelos Neerlandeses. As terríveis torturas que estes infligiram aos britânicos na ocasião passaram à história como o Massacre de Amboíno. Mais tarde, em 1654, após muitas negociações infrutíferas, Oliver Cromwell compeliu as Províncias Unidas ao pagamento de 300,000 gulden, como compensação aos descendentes das vítimas do massacre, assim como Manhattan. Em 1673 o poeta John Dryden produziu a tragédia Amboyna; or the Cruelties of the Dutch to the English Merchants.
Em 1796 os Britânicos, sob o comando do Almirante Rainier, capturaram Amboíno, que viria a ser restituída aos Neerlandeses na Paz de Amiens, em 1802. Ela foi retomada pelos Britânicos em 1810, e uma vez mais restituída aos Neerlandeses em 1814. Durante o período Neerlandês, a cidade manteve-se como sede do comandante militar das Molucas, protegida pelo Fort Victoria.
À época da Segunda Guerra Mundial a cidade sediou uma base militar Neerlandesa, capturada aos aliados por tropas japonesas na sequência da Batalha de Amboíno em 1942. A vitória japonesa foi seguida pela execução sumária de mais de 300 prisioneiros de guerra aliados, no que ficou conhecido como o Massacre de Laha.